# Fernanda Da Silva
Fernanda Caroline da Silva, född 2 november 1993 i Brasilien, är en brasiliansk fotbollsspelare. Hon har tidigare spelat för Assi IF, Piteå IF och Vittsjö GIK.

## Karriär
Mellan 2009 och 2011 spelade da Silva för Saad, Palmeiras och Centro Olímpico i hemlandet Brasilien. Därefter spelade da Silva mellan 2012 och 2018 för Assi IF i Elitettan, där hon gjorde 103 mål på 161 matcher. 2018 blev hon ”Årets bästa mittfältare” i Elitettan, en utmärkelse som gjordes av Mittmedia.
I december 2018 värvades da Silva av Piteå IF. I januari 2021 värvades da Silva av Vittsjö GIK, där hon skrev på ett 1+1-årskontrakt. da Silva gjorde sju mål och fyra assist på 21 matcher i Damallsvenskan 2021. Efter säsongen 2021 lämnade hon klubben och återvände till Brasilien.